# Aden Young
Aden Young, né le 30 novembre 1971 à Toronto (Canada), est un acteur canadien.
Il est connu pour le rôle de Daniel Holden dans la série de Sundance Channel, Rectify.

## Biographie
Aden Young est né le 30 novembre 1971 à Toronto, Canada.

### Vie privée
Il est marié à Loene Carmen depuis 2014. Ils ont deux enfants.

## Filmographie

### Cinéma

#### Longs métrages
- 1991 : Robe noire (Black Robe) de Bruce Beresford : Daniel
- 1992 : Over the Hill de George Miller : Nick
- 1993 : Sniper de Luis Llosa : Doug Papich
- 1993 : Love in Limbo de David Elfick : Barry McJannet
- 1993 : Broken Highway de Laurie McInnes : Angel
- 1993 : Shotgun Wedding de Paul Harmon : Jimmy Becker
- 1994 : Exile de Paul Cox : Peter Costello
- 1994 : Metal Skin de Geoffrey Wright : Joe
- 1997 : Paradise Road de Bruce Beresford : Bill Seary
- 1998 : La Cousine Bette (Cousin Bette) de Des McAnuff : Wenceslas
- 1998 : Under Heaven de Meg Richman : Buck
- 1999 : Molokai : The Story of Father Damien de Paul Cox : Dr Kalewis
- 2001 : Serenades de Mojgan Khadem : Johann
- 2001 : The War Bride de Lyndon Chubbuck : Charlie
- 2002 : Traqueur de croco en mission périlleuse (The Crocodile Hunter : Collision Course) de John Stainton : Ron Buckwhiler
- 2004 : Human Touch de Paul Cox : George
- 2006 : The Bet de Mark Lee : Angus
- 2008 : Salvation de Paul Cox : L'acolyte de Gloria
- 2009 : Mao's Last Dancer de Bruce Beresford : Dilworth
- 2009 : Lucky Country de Kriv Stenders : Nat
- 2010 : Commandos de l'ombre (Beneath Hill 60) de Jeremy Sims: Major North
- 2010 : L'Arbre (The Tree) de Julie Bertuccelli : Peter O'Neil
- 2011 : Killer Elite de Gary McKendry : Meier
- 2013 : Final Recipe de Gina Kim : Sean
- 2014 : I, Frankenstein de Stuart Beattie : Dr Victor Frankenstein
- 2014 : Frontera de Michael Berry : Sheriff Randall Hunt
- 2016 : The Unseen de Geoff Redknap : Bob Lakemore
- 2017 : Don't Tell de Tori Garrett : Stephen Roche
- 2018 : Angelique's Isle de Marie-Hélène Cousineau et Michelle Derosier : Cyrus Mendenhall
- 2019 : Elsewhere d'Hernan Jimenez : Bruno
- 2022 : Poker Face de Russell Crowe : Alex Harris

#### Courts métrages
- 1992 : September de Tomas Donela : Lui
- 1995 : Audacious de Samantha Lang : Stanley
- 2007 : The Goat That Ate Time de Lucinda Schreiber : Le narrateur (voix)
- 2009 : Shot Open de Scott Pickett : Dodek
- 2010 : Kissing Point de Lucy Hayes : Mark Logan

### Télévision

#### Séries télévisées
- 2006 : Two Twisted : Patrick Dempsey / Clone
- 2007 : Starter Wife (The Starter Wife): Jorge Stewart
- 2011 : East West 101 : Kendrick
- 2013 - 2016 : Rectify : Daniel Holden
- 2014 : Rake : Joshua
- 2014 : The Code : Randall Keats
- 2016 : The Principal  : Adam Bilic
- 2017 : The Disappearance : Luke Sullivan
- 2019 - 2020 : Reckoning : Mike Serrato

#### Téléfilm
- 2003 : After the Deluge de Brendan Maher : Cliff jeune